# Claus Schwemmer
Claus Schwemmer (* 5. Oktober 1956 in Wildenfels; † 25. Januar 2022) war ein deutscher Fußballspieler. Für die DDR-Oberligaklubs BSG Sachsenring Zwickau und FC Karl-Marx-Stadt bestritt Schwemmer insgesamt 185 Spiele, in denen er vier Tore schoss.

## Sportliche Laufbahn
Schwemmer begann das Fußballspielen bei der ortsansässigen BSG Wismut Wildenfels. Bei einem Sieg der Wildenfelser Knabenmannschaft gegen die BSG Sachsenring Zwickau schoss Schwemmer alle 4 Tore und wurde daraufhin zur BSG Sachsenring delegiert. Dort durchlief Schwemmer alle Nachwuchsmannschaften und kam auch für zwei Spielzeiten in der Zwickauer Mannschaft in der Juniorenoberliga zum Einsatz. Naturgemäß belegte der BSG-Nachwuchs in Ermangelung einer angeschlossenen KJS im Vergleich zu den Fußballclubs immer hintere Tabellenplätze. Trotz des drittletzten Tabellenplatzes der Zwickauer Nachwuchsvertretung in der Saison 1974/75 musste Schwemmer dem Cheftrainer der Zwickauer Oberligaelf aufgefallen sein, denn Karl-Heinz Kluge nahm den 18-Jährigen mit zum FDGB-Pokalfinale nach Berlin. In dem legendären Spiel besiegten die BSG-Sportler die hochfavorisierte Dynamo-Mannschaft aus Dresden im Elfmeterschießen mit 4:3. Schwemmer kam nicht zum Einsatz, saß aber erstmals bei der Oberligaelf auf der Bank.
In der Folgesaison 1975/76 wurde Schwemmer zunächst offiziell für die II. Vertretung der Zwickauer in der DDR-Liga gemeldet. Doch bereits in der Vorbereitung kam er in Freundschaftsspielen der ersten Mannschaft zum Einsatz. Bereits am ersten Spieltag der DDR-Oberliga wurde Schwemmer in der 67. für Ludwig Blank im Spiele gegen den Aufsteiger Energie Cottbus eingesetzt. Es folgten bereits in der ersten Oberligasaison für Schwemmer noch 18 weitere Einsätze. Hinzu kamen für den anfangs noch 18-Jährigen noch sechs von acht im Europacup der Pokalsieger. Im Rückspiel gegen Panathinaikos Athen verletzte sich der Youngster allerdings und wurde in der Folge zunächst in der II. Mannschaft in der DDR-Liga eingesetzt und verpasste so die EC-Spiele gegen den AC Florenz. Erst am 12. Spieltag der Oberliga Mitte Dezember 1975 fand Schwemmer durch Trainer Kluge wieder Berücksichtigung im Mannschaftsaufgebot. Von da an stand er in jedem Oberligapunktspiel auf dem Platz und entwickelte sich trotz seines jungen Alters zu einer festen Größe im Zwickauer Abwehrverbund. Während der Saison war der gelernte Stürmer nämlich zusehends vom Angriff in das defensive Mittelfeld oder in die Abwehr gerückt. Höhepunkt der Saison 1975/76 waren für die Zwickauer die Vierfinalspiele im Europacup gegen Celtic Glasgow. Auswärts ertrotzten die Westsachsen in einer Abwehrschlacht ein 1:1, wobei der Ausgleich erst in der 89. für die Zwickauer fiel. Im Rückspiel gelang dann vor 40.000 Zuschauern auf der „Halde“ die Sensation. Bereits in der 4. Minute schoss Ludwig Blank den Siegtreffer, den Rest des Spiels rannten die Schotten vergeblich an. Erst im Halbfinale war gegen die Mannschaft vom RSC Anderlecht Schluss. Die Oberligasaison beendeten die Zwickauer auf Platz neun.
In den folgenden drei Spielzeiten gehörte Schwemmer zur Stammformation der Sachsen, er wurde in 70 von 78 möglichen Punktspielen eingesetzt. In der Saison 1979/80 kam der Stammspieler nur noch auf sieben Oberligapartien, ab November 1979 musste er seinen Grundwehrdienst antreten. Allerdings konnte Schwemmer bereits nach gut 3 Wochen wieder dem Fußball nachgehen, in der Ligamannschaft der ASG Vorwärts Plauen wurde er am 10. Spieltag am 18. November 1979 nach der Halbzeitpause erstmals eingewechselt. Für die Armeesportler spielte er auch in der Folgesaison 1980/81, konnte dort aber den Abstieg in die Bezirksliga nicht verhindern. Nach seiner Entlassung aus der NVA kam Schwemmer noch in der laufenden Oberligasaison in den letzten 4 Spielen über die volle Spieldauer zum Einsatz. Hatten die Zwickauer am 22. Spieltag mit drei Punkten Rückstand zu einem Nichtabstiegsplatz auf dem 13. Platz gestanden, gelangen in den letzten 4 Spielen 3 Siege, darunter gegen die Lokalrivalen aus Karl-Marx-Stadt und Aue. Zwischenzeitlich stand man nach einer 2:1-Niederlage in Erfurt sogar auf dem letzten Tabellenplatz. Beim 1:0 im vorletzten Spiel gegen den FCK drückten vor allem Torschütze Glowatzky und Mittelfeldregisseur Schwemmer, beide erst vom Wehrdienst zurückgekehrt, dem Spiel ihren Stempel auf. Nunmehr lagen die Westsachsen plötzlich auf Platz 11, vor den punktgleichen Mannschaften aus Böhlen und Aue, die sich nun auf einem Abstiegsplatz befanden. Mit einem 3:1-Auswärtssieg in Rostock schafften die Zwickauer den Klassenerhalt letztlich aus eigener Kraft. Die Saison 1981/82 sollte dann die letzte bei der BSG Sachsenring sein. Auch in dieser Spielzeit gehörte Schwemmer mit 21 Einsätzen an 26 Spieltagen zu den Stammkräften und schaffte mit der BSG den Klassenerhalt.
Anschließend wechselte Schwemmer zum Lokalrivalen FC Karl-Marx-Stadt. Für die Himmelblauen kam Schwemmer in drei Oberligaspielzeiten in 64 von 78 möglichen Oberligapartien zum Einsatz. Gleich in der ersten Saison konnte Schwemmer mit dem FCK seinen größten Erfolg erzielen; die Bezirksstädter zogen ins Finale des FDGB-Pokals ein, wo sie allerdings mit 4:0 gegen den 1. FC Magdeburg untergingen. In den Spielzeiten 83/84 und 84/85 erreichten die Karl-Marx-Städter unter Trainer Manfred Lienemann jeweils Mittelfeldplätze. Zur Saison 1985/86 zählte Schwemmer noch zum Oberligaaufgebot. Allerdings war er bereits vor Saisonbeginn nach einer Operation noch nicht einsatzfähig. In der Folgezeit fand der 29-Jährige unter dem neuen Trainer Heinz Werner keine Berücksichtigung mehr, da sich um den Routinier Jürgen Bähringer Abwehrspieler wie Thomas Laudeley, Udo Fankhänel oder Lutz Wienhold etablierten. Daraufhin wurde Schwemmer zusammen mit dem langjährigen Torwart Wolfgang Krahnke zum Rückrundenstart am 22. Februar 1986 vom Leistungssport verabschiedet.

## Erfolge
- 1976 Einzug ins Halbfinale des Europapokals der Pokalsieger
- 1983 Pokalfinalist im FDGB-Pokal